# Râul Pétrusse

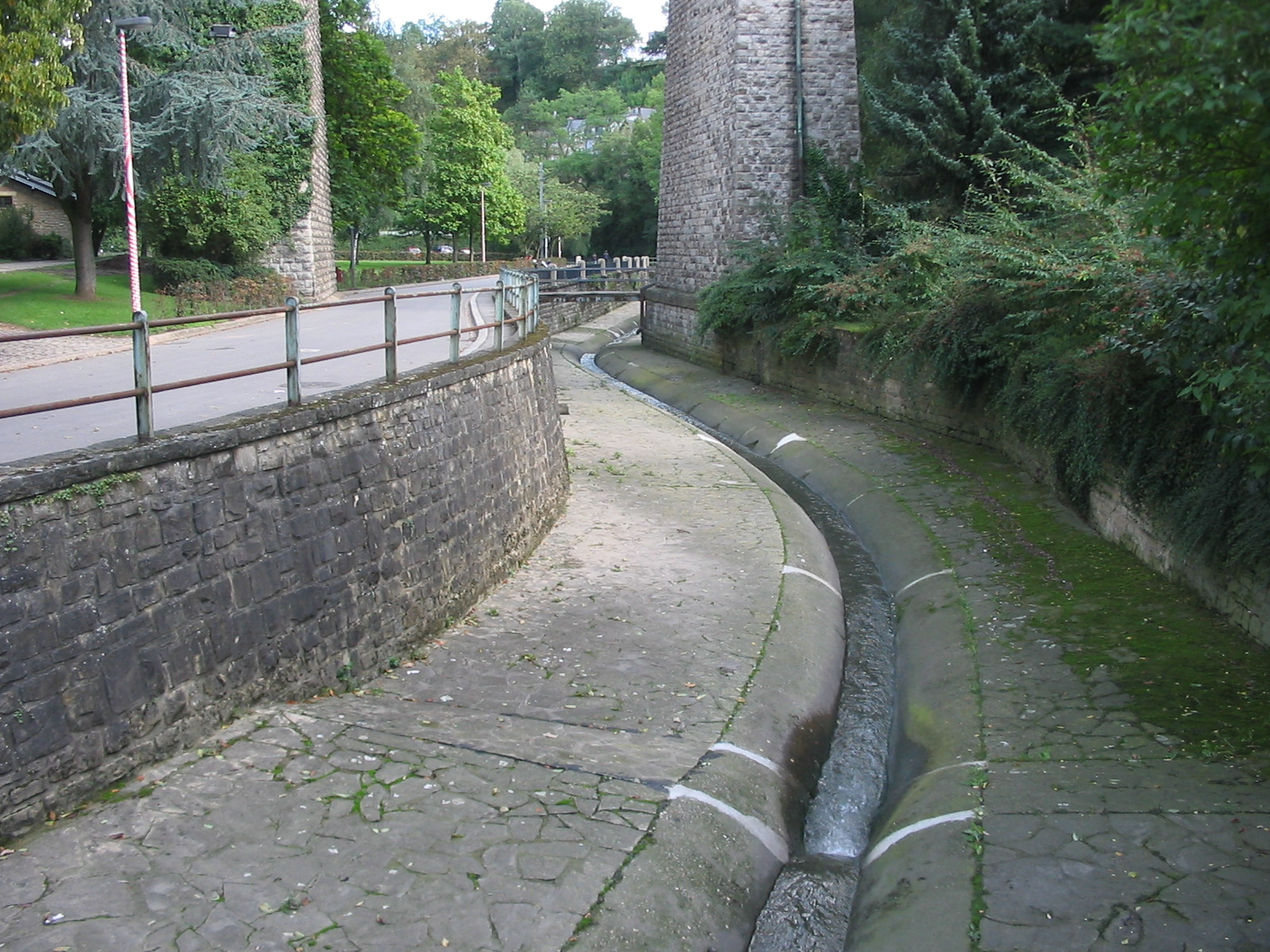
Canalizarea râului Petrusse in orașul Luxemburg

Râul Pétrusse (în luxemburgheză Péitruss, în franceză Pétrusse) este un râu care curge prin orașul Luxemburg. Se formează prin confluența râului Märelerbach și Zéissenger, și se varsă în Alzette.
Numele vine de la cuvântul latin petrosa (piatra), care se găsea de-a lungul scurgerii râului. Din 1933 râul însă se scurge printr-un canal de beton.
Se mai pot vedea încă rămășite din așa numitele Bourbons-ecluze, care au fost construite în 1728, pentru a salva orașul de inundații.

## Valea Petrusse
Valea Petrusse separă orașul de cartierul „Garer Quartierin”. De-a lungul văii se găsesc doua viaducte, numite în oraș „Al Bréck” (Vechiul Pod) și „Nei Bréck” (Noul Pod).

## Afluenți
- Grouf
- Zeissengerbach